# Henrik Møllgaard
Henrik Møllgaard (Bramming, 2 de janeiro de 1985) é um handebolista profissional dinamarquês, campeão olímpico.

## Carreira
Ele já jogou no PSG Handebol, KIF Kolding, Kongeå HK, Ribe HK e Skjern Håndbold.
Em 25 de junho de 2015, foi anunciado que Henrik Møllgaard se juntaria ao PSG Handball em um contrato de empréstimo de um ano, devido a lesões de longo prazo com William Accambray. Em 4 de janeiro de 2016, Skjern Håndbold anunciou que Henrik Møllgaard se juntaria ao PSG Handball permanentemente a partir do início da temporada 2016/2017 em um contrato de três anos. O PSG Handball pagou uma taxa não revelada pela transferência. Em 27 de outubro de 2017, foi anunciado que ele voltaria a jogar pelo Aalborg Håndbold em 2018.
Henrik Møllgaard fez parte do elenco medalha de ouro na Rio 2016. Nos Jogos Olímpicos de Verão de 2024, em Paris, conquistou a medalha de ouro no torneio masculino do handebol, após vencer na final confronto contra a equipe alemã por 39–26.